# Squalus acanthias
 (août 2016).
Si vous disposez d'ouvrages ou d'articles de référence ou si vous connaissez des sites web de qualité traitant du thème abordé ici, merci de compléter l'article en donnant les références utiles à sa vérifiabilité et en les liant à la section « Notes et références ».
Espèce
Statut de conservation UICN

 VU A2bd+3bd+4bd : Vulnérable
L’aiguillat commun, aussi appelé aiguillat tacheté, requin épineux (selon la CITES), ou simplement aiguillat, est une espèce de petits requins très prisée pour la consommation humaine. De ce fait, il dispose de nombreux noms vernaculaires, comme chien de mer en français, et spiny dogfish, dogfish ou grayfish en anglais. De petite taille, l'aiguillat commun est le représentant le plus courant des requins squaliformes. Sa réputation d'agressivité ne résiste pas à l'analyse éthologique : c'est un prudent réactif.

## Répartition

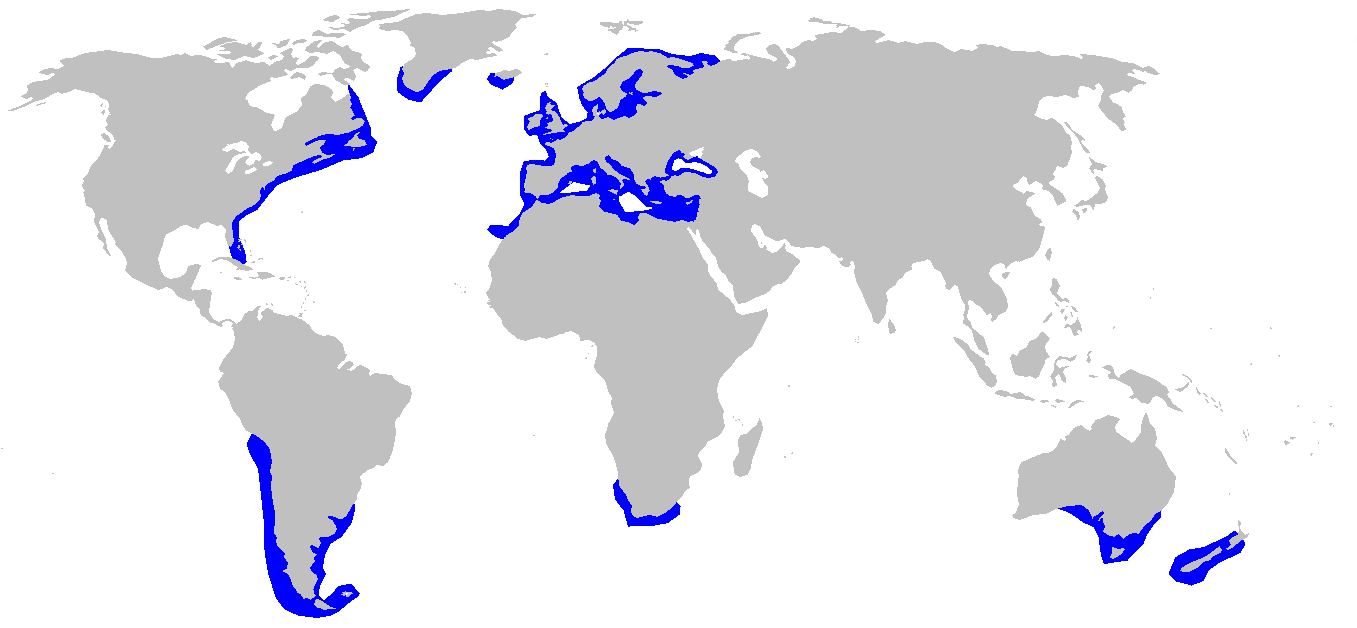
Répartition de l'aiguillat

L'aiguillat se retrouve entre les eaux fraîches et peu profondes des zones tempérées et subarctiques de l'hémisphère nord, dans les océans Atlantique et Pacifique. Il vit à des profondeurs de 10 à 200 m, mais a déjà été observé à 960 m de profondeur. C'est un poisson migrant au rythme des saisons, se tenant dans des eaux dont la température oscille entre 5 et 16 °C et qui se reproduit au large.

### Atlantique Ouest

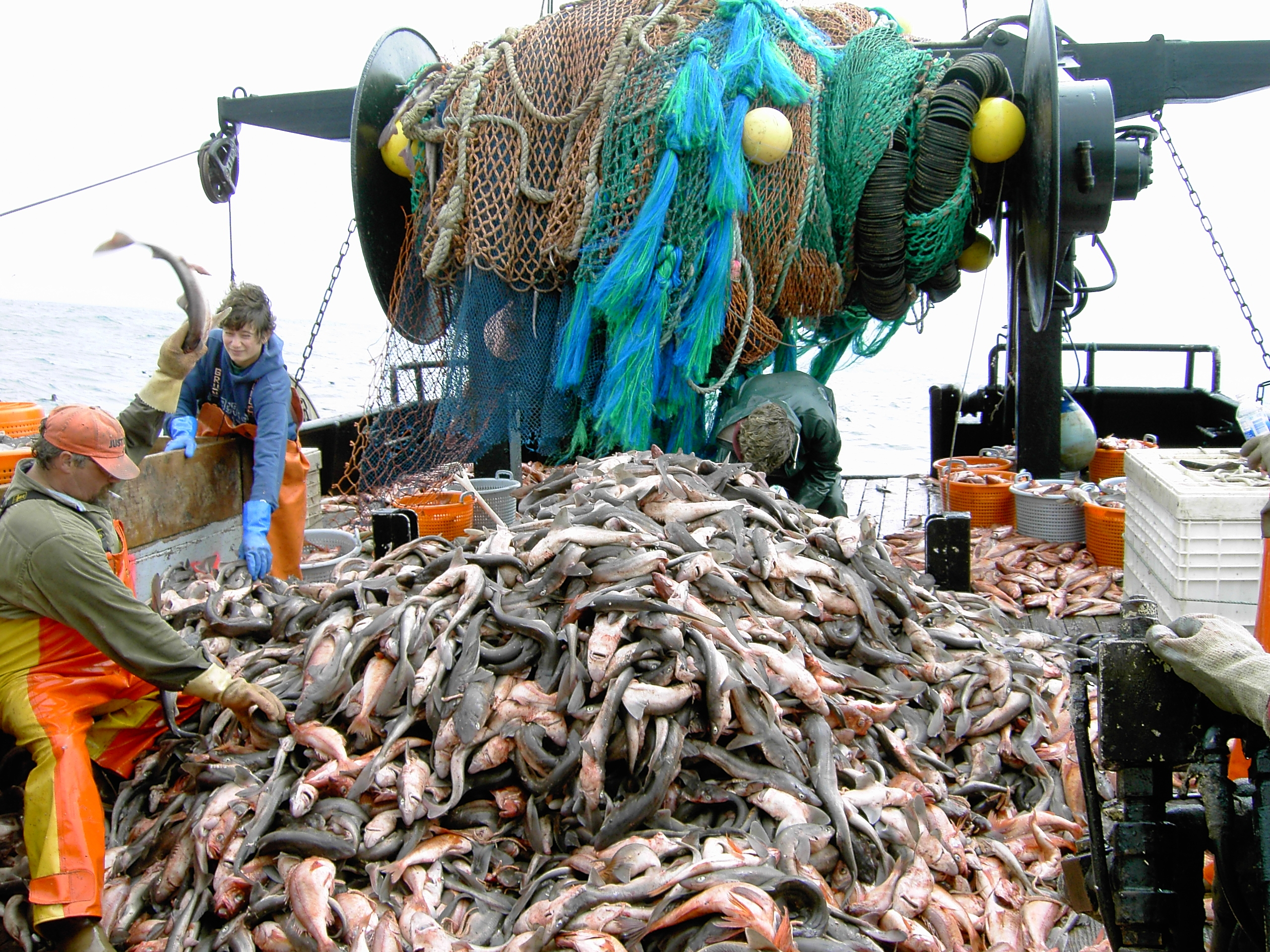
L'aiguillat, classé vulnérable par l'UICN, fait partie des espèces victimes de la surpêche.

Du Labrador jusqu'à la Caroline du Nord, puis vers les Antilles, plus au large. Pour l'hiver, les aiguillats migrent vers le sud, ou parfois en eaux plus profondes, et ce, plus vite dans les eaux plus septentrionales. On a remarqué des déplacements étendus, impliquant une bonne vitesse de croisière (10 km par jour), chez des individus marqués, à l'ouest de l'Atlantique.

### Atlantique Est
De la Scandinavie jusqu'au Maroc, pénétrant dans la mer Noire et la Méditerranée. Le marquage en Norvège indique qu'ils migrent en automne pour gagner les eaux à l'ouest des îles Shetland et Orkney et qu'il retournent à la côte norvégienne au début du printemps[réf. nécessaire].

## Description

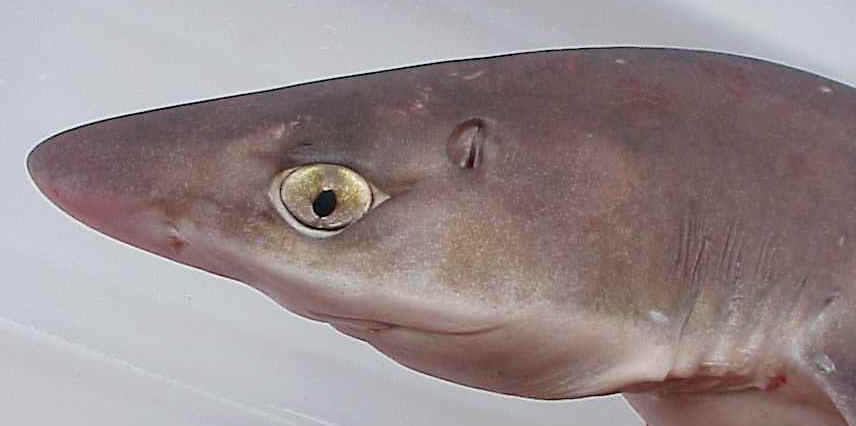
Tête d'aiguillat commun

Leur surnom de chiens de mer est dû au fait que ces requins se déplacent et chassent souvent en groupes nombreux, comme les chiens.
Le corps fusiforme s'allonge sur près de 1 m et pèse environ 4 kg, dans le cas du mâle. La femelle, plus grande que le mâle, peut atteindre 1,3 m. L'aiguillat commun est généralement gris ardoise ou brunâtre, avec des taches blanches sur le dos, et des taches gris pâle ou blanches sur le ventre. Les mâles adultes sont munis de ptérygopodes. La coloration du dos va du gris ardoise au gris brunâtre et elle tourne au gris pâle, puis au blanc sur le ventre ; quelques rangées irrégulières de taches blanches sur les dos et gris pâle sur le ventre. Caractéristique chez les squales, l'œil est grand, ovale et blanc à la pupille noire qui semble vous regarder presque avec malice. Les deux nageoires dorsales de l'aiguilat commun sont chacune précédées d'une épine forte, fixe, pointue et venimeuse, quoique non mortelle, pouvant décourager d'éventuels prédateurs. La queue hétérocerque, sa tête aplatie au museau obtus, ainsi que l'absence de nageoire anale, contribuent grandement à son hydrodynamisme. Ses mâchoires sont symétriquement garnies de petites dents coupantes à une pointe, orientée vers la commissure des lèvres.

## Alimentation
L'aiguillat est vorace et son alimentation est très diversifiée. Le chiot se tient dans les eaux de surface ou à des profondeurs moyennes, dévorant méduses (cnidaires) et autres organismes planctoniques. Lorsqu'il atteint 40 cm ou environ 5 ans, il descend graduellement à de plus grandes profondeurs. Il se nourrit de poissons, tels le capelan, le hareng, le maquereau, la morue, le saumon et le merlu, de mollusques, tels le calmar et le buccin, de crustacés, tels les crabes, les amphipodes et les crevettes, et aussi de polychètes.

## Reproduction

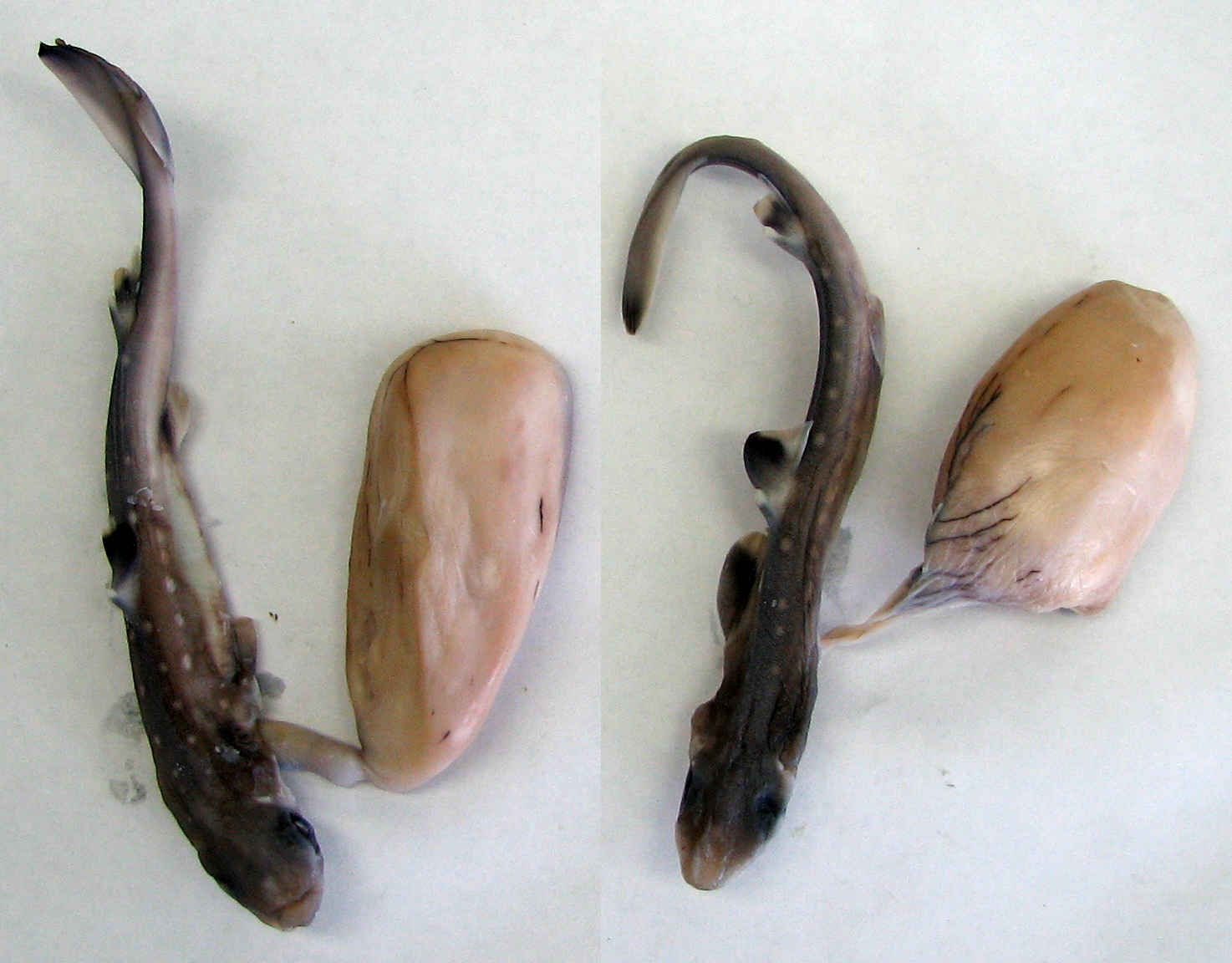
Petits chiens de mer et leurs sacs vitellins, extirpés de l'utérus par dissection (d'une femelle conservée en solution). À la naissance, les petits n'ont pas fini de se nourrir de leur sac vitellin, dont le volume est beaucoup plus petit que sur la photo. Ici, les poissons mesurent environ 17 cm.

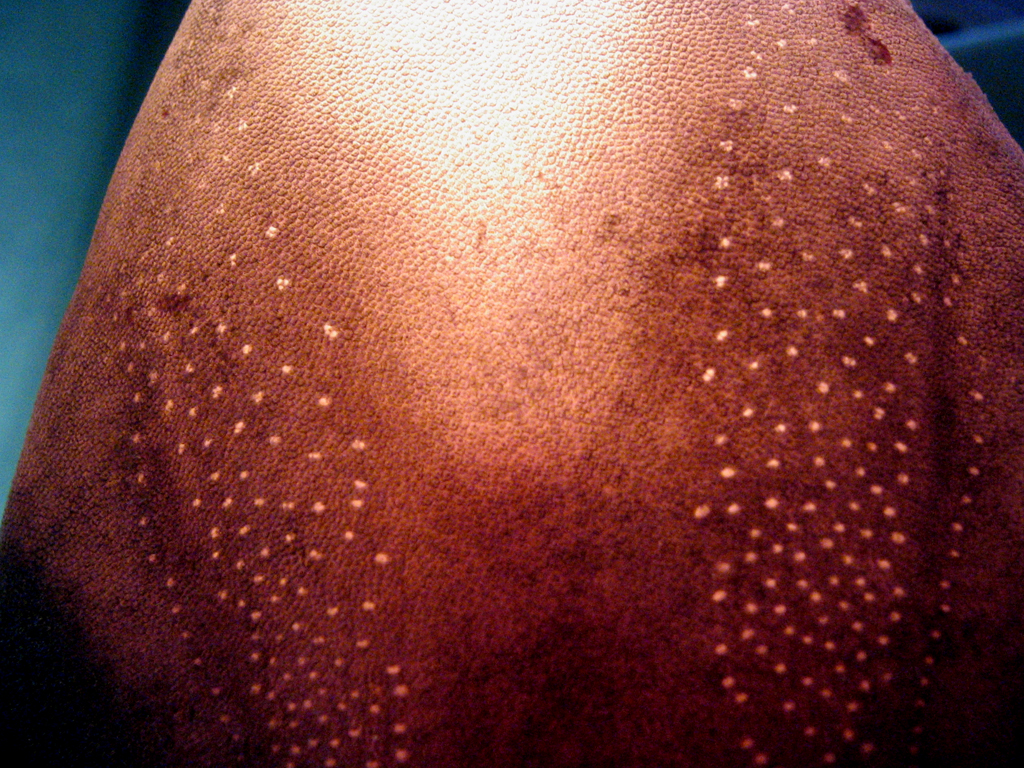
Museau d'aiguillat commun vu partiellement par transparence : on y voit les petites écailles de la peau et plus spécialement les pores (plus lumineux), qui mènent aux ampoules de Lorenzini, leur permettent de sentir les champs électriques.

La fécondation a lieu dans les oviductes entre février et juin. Les femelles portent ordinairement de 4 à 6 « chiots » pendant 18 à 24 mois, (c'est période de gestation la plus longue connue chez les vertébrés; l'éléphant n'en a que pour 21 mois). Les chiots naissent en hiver, dans les zones plus chaudes, au large et vers le Sud. Ce sont des répliques exactes des adultes, mesurant entre 22 et 33 cm de long, soit le quart de leur longueur maximale. Les mâles sont matures à l'âge de 4 ou 5 ans et les femelles de 7 à 8 ans.
La croissance de l'aiguillat commun est lente et sa longévité surpasse celle de la plupart des requins : il peut vivre jusqu'à 70 ans soit le double de la longévité moyenne des requins, qui est d'ordinaire comprise entre 20 et 30 ans. Les anneaux visibles sur les épines des nageoires dorsales permettent de mesurer l'âge et la vitesse de croissance du requin, à l'instar des anneaux sur les sections d'arbres ou des otolithes chez les poissons osseux.

## Pêche et alimentation
En Norvège, l'aiguillat est pêché toute l'année, à l'aide de palangres et de filets. Dans le Golfe du Saint-Laurent, il fait partie des espèces qu'on retrouve souvent parmi les prises accidentelles.
Ce requin n'est pas très apprécié des pêcheurs côtiers gaspésiens, entre autres, au point que certains cessent de pêcher quelque temps pour permettre à ces squales de passer et éviter ainsi de faire dévorer à mesure les poissons qui mordraient à leurs lignes.
Pendant la Seconde Guerre mondiale, l'aiguillat était pêché pour en extraire la vitamine A contenue dans l'huile de son foie. La production de vitamines synthétiques a mis fin aux besoins d'huile de foie d'aiguillat, mais néanmoins ce poisson présente toujours une importance économique. Il s'est révélé comme ayant une bonne chair pour la cuisine ; il est souvent utilisé comme spécimen à l'étude dans les classes de biologie et d'anatomie ; converti en farine de poisson, il sert à alimenter les animaux familiers.
La chair est blanche et sur le côté adipeux on y voir des « chevrons » rougeâtres. Elle est généralement vendue en filets, à l'état frais ou congelé. Sa chair grasse et tendre est très appréciée fumée. L'aiguillat peut être poêlé ou rôti et se retrouve dans divers plats. Il contient 2 % d'acides gras oméga-3. Au Royaume-Uni l'aiguillat est utilisé pour confectionner les célèbres fish and chips, et, en Belgique francophone, dans la région de Chimay, il est utilisé pour réaliser des escavèches (escabèches) d'aiguillat.